# Chilleurs-aux-Bois
Chilleurs-aux-Bois település Franciaországban, Loiret megyében. Lakosainak száma 2103 fő (2022. január 1.). Chilleurs-aux-Bois Attray, Courcy-aux-Loges, Ingrannes, Loury, Mareau-aux-Bois, Montigny, Neuville-aux-Bois, Santeau és Sully-la-Chapelle községekkel határos.

## Népesség
A település népességének változása:
| Lakosok száma | 1091 | 1432 | 1471 | 1881 | 1905 | 2016 | 1992 | 2061 | 2096 | 2103 |
|               | 1968 | 1982 | 1990 | 2006 | 2013 | 2015 | 2017 | 2019 | 2020 | 2022 |